# 新北市三峽區安溪國民小學
新北市三峽區安溪國民小學，簡稱安溪國小，是臺灣的一所公立小學，位在新北市三峽區市區的中華路上。
安溪國小是因為當地漢人族群多來自福建省永春、安溪一帶，所以命名為「安溪」，以示飲水思源。1988年起，由成福國小負責徵收用地等籌備事宜。隔年經過臺灣省政府教育廳同意，臺北縣政府教育局宣布成立安溪國小，暫時借用三峽國小校舍辦公、上課。1991年，位於中華路上的校舍完工後，全校始遷入該址。截至2023年2月，安溪國小共有25個班級，學生545名，教職員67名，校長是陳淨怡。
安溪國小發展音樂課程，學生會學習陶笛。校內還設有新北市首間非營利幼兒園，委託桃園市教保服務人員協會經營，學費由市府與教育部共同負擔3成，家長負擔7成。

## 外部連結
- 官方网站